# 도부로쿠

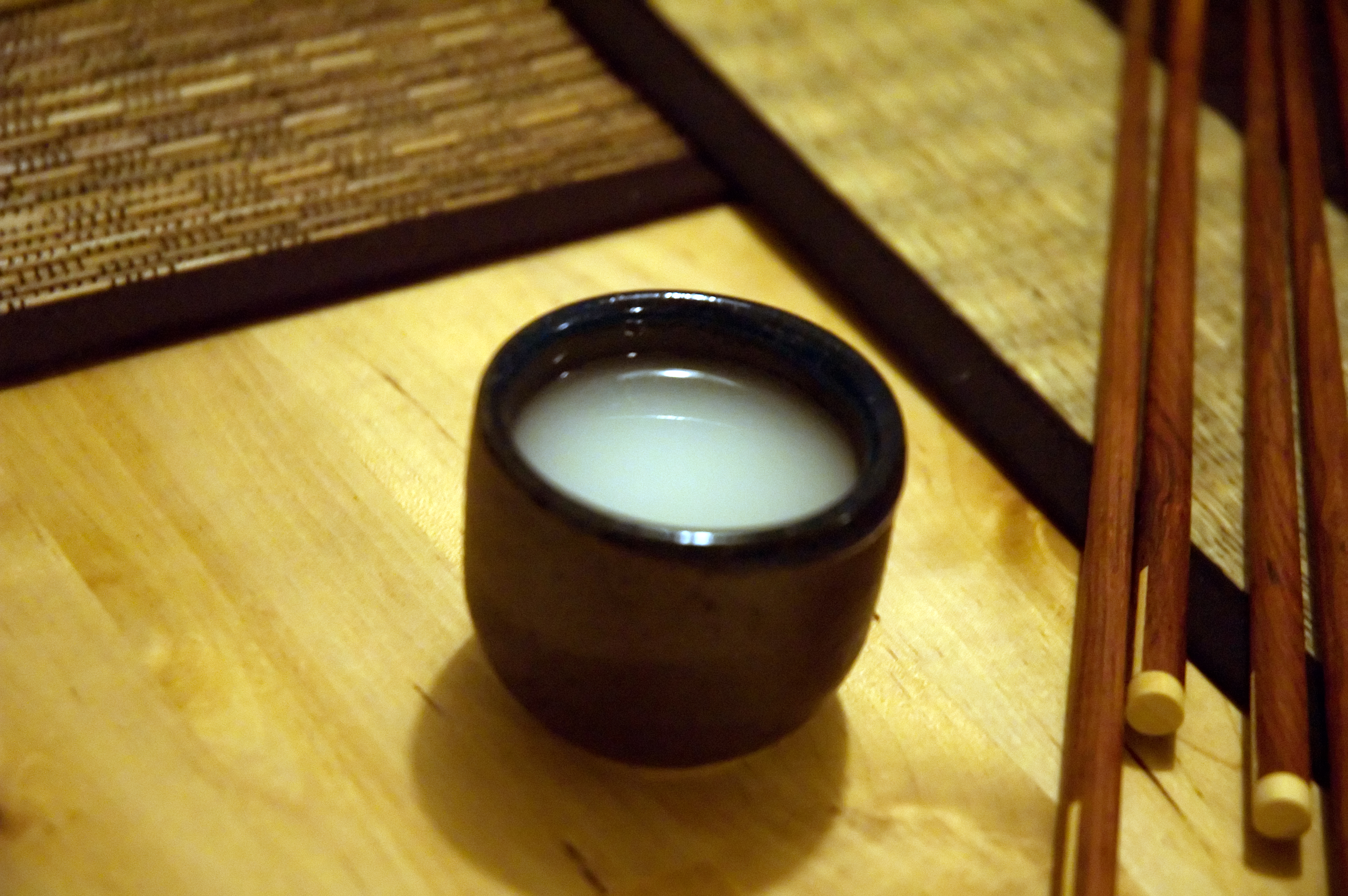
도부로쿠

도부로쿠(일본어: 濁酒→탁주) 또는 니고리자케(일본어: 濁り酒)는 일본의 술의 종류이다.